# Agnes Lindberg
Agnes Karolina Lindberg, född 6 juni 1897 i Björknäs, Norsjö, död 1966 i Norsjö, var en svensk längdskidåkerska som tävlade för Norsjö IF och Bastuträsk IK. Hon var svensk mästare på 10 km 1923.

## Biografi
Agnes Lindberg var det femte av nio barn till August Lindberg (f. 1862) och hans hustru Hulda Karolina Lindström (f. 1863). En av hennes bröder var vasaloppsvinnaren Oskar Lindberg.
Eftersom fadern och bröderna ofta arbetade långt hemifrån fick flickorna från mycket unga år ta mycket ansvar för alla sysslor på gården. De hanterade såväl yxa och lie som räfsa. Som fjortonåring råkade Agnes Lindberg hugga av sig sin vänstertumme. Under sin framtida skidlöparkarriär kom hon därför att ha en specialgjord rem som lindades som en snara runt handleden för att få stadigt grepp om skidstaven.
Agnes Lindberg avled 1966 vid 69 års ålder.

## Skidlöpare
Inspirerad av storebror Oskar började Agnes tidigt, med stor framgång att delta i skidtävlingar. Redan som femtonåring följde hon sin bror till Umeå och deltog i damklassen i Umespelen. Efter framgångar på de lokala planet med bl.a. DM-seger var det 1920 dags att göra SM-debut. Det blev en andraplats efter den då allmänt ansedda som oslagbara Elin Pikkuniemi
Agnes Lindberg var den första kvinnan som i ett Svenskt Mästerskap tävlade i långbyxor. Detta ansågs mycket opassande på den tiden och det utlöste därför massa tidningsskriverier. Men redan vid nästa års SM på skidor åkte alla damer i långbyxor. Tävlingsdräkten bestod innan dess av ballongbyxor och jacka av gråmelerat khakityg och hatt i liknande tyg och färg. Pjäxor med höga skaft var tävlingsskor. De unga kvinnorna bytte snabbt om till långkjol efter tävlingarna.
På Skid-SM i Boden 1921 vann Norsjö IF lagsegern med Signora Norén, Ellen Isaksson och Agnes Lindberg i det segrande laget. Agnes kom individuellt tvåa. Året efter, på Skid-SM i Stockholm kom hon på 14:e plats.
På Skid-SM i Härnösand 1923 vann Agnes för lagkamraten Signora Norén.
År 1924 ansåg sig Norsjö IF inte ha råd att representera med ett damlag på SM. Beslutet innebar att föregående års 1:a, 2:a och 5:a saknades på startlinjen.
På Skid-SM i Östersund 1925 tävlade Agnes för Bastuträsk IK och tvåa på 10 km, endast tre sekunder efter Signora Norén. Tillsammans med Norén och Svea Johansson blev det också lagseger för Agnes och Bastuträsk IK. I och med denna framgång satte dessa tre punkt för sitt framgångsrika tävlande på elitnivå.